# Frentes de defensa de los intereses del pueblo
Los Frentes de defensa de los intereses del pueblo (FEDIP) eran organizaciones de fachada creadas y adheridas al Movimiento Revolucionario Túpac Amaru (MRTA). El objetivo de los FEDIP era captar a la población y organizarla para servir a los intereses de la organización subversiva como parte del trabajo de masas.
Los FEDIP emerretistas tuvieron corta duración y se localizaron principalmente en la selva peruana. Además de captar a la población, los FEDIP realizaba acciones de soporte como la convocatoria de paros para complementar las acciones subversivas del MRTA.